# 제1차 체첸 전쟁
제1차 체첸 전쟁(러시아어: Первая чеченская война)은 체첸 독립파와 러시아 연방 및 러시아와의 합병을 희망하는 체첸 세력 사이에 발생한 내전이다.
1994년 11월 이치케리야 체첸 정부를 무너뜨리기 위한 러시아의 시도가 실패한 이후 12월 러시아군이 대대적으로 수도 그로즈니를 공격하며 발발하였고, 이곳에서의 참혹한 전투는 그로즈니를 폐허로 만들고 수많은 민간인을 희생시키며 1995년까지 이어졌다. 러시아군은 끝내 승리를 거두었으나 체첸의 남은 저지대와 대부분의 산악지대를 통제하는 데 실패하며 계속되는 체첸 게릴라군의 기습 공격에 시달리게 되었고, 갈수록 러시아 국내에서 전쟁에 대한 여론이 악화되었다. 1995년 4월 말 러시아군 미사일에 폭사한 두다예프의 뒤를 이은 젤렘한 얀다르비예프 체첸 대통령과 알렉산데르 레베디 러시아 국가안보위 서기가 어려운 평화협상의 물꼬를 텄다.
특히 1996년 8월 체첸군이 다시 그로즈니를 습격하여 탈환에 성공하자 러시아 측의 사기가 크게 저하되었고, 동년 8월 31일 보리스 옐친 정부와 체첸 정부의 하사브유르트 협의에 의해 일시 정전을 선언했다. 그러나 체첸의 분리독립 문제는 해결되지 못한 채 체첸의 국가적 지위에 대한 논의를 향후 5년간 동결하였다. 이후 1999년 러시아가 다시 체첸을 침공하며 제2차 체첸 전쟁 발발로 이어졌다.

## 발발 배경
체첸은 카스피해와 흑해 사이의 캅카스산맥 북부(북캅카스)의 역사적 지역으로, 인구 대다수는 바이나흐족에 속하는 토착민족인 체첸인이다. 원래 이 지역은 수천 년 전부터 유목생활을 하던 체첸인이 살던 곳이었으나 16세기부터 러시아 민족이 이 일대를 정복하기 시작하면서 체첸인들의 투쟁이 시작됐다. 특히 체첸인 대부분은 이슬람교를 믿기 때문에 정교회를 믿는 러시아로부터의 독립 의지가 더 강했다. 그러나 체첸을 비롯한 북캅카스 지역은 캅카스 전쟁에서 패배하면서 1859년 러시아제국에 의해 강제 합병되었다. 러시아 제국이 불안정해진 1917년 이들 민족은 단합하여 북캅카스 산악공화국으로 독립을 시도하기도 하였으나 1922년 무너져 다시 제각각 소련의 자치공화국으로서 편입되었다. 1944년 스탈린은 제2차 세계 대전 중 독일군에 협력했다는 구실로 체첸인과 인구시인들을 모두 중앙아시아로 강제 이주시켰고, 이들은 1957년이 되어서야 고향 땅으로 돌아올 수 있었다.
1991년 소련이 해체되고 러시아가 독립국가로 떨어져 나온 뒤 러시아 내의 여러 소수민족 집단에서도 민족주의와 자치의 목소리가 강해지기 시작했다. 불만을 잠재우기 위해 러시아 정부가 1992년 지방 자치 법안을 통과시켰을 때 모든 연방주체 중 오직 체첸과 타타르스탄만이 서명하지 않으며 독립의 의사를 내비쳤고, 1994년 연방 정부의 옐친 대통령과 타타르스탄의 지도자 민티메르 샤이미예프가 자치권 합의에 성공하며 체첸만이 끝까지 분리독립을 요구하는 지역으로 남게 되었다. 한편 체첸에서는 이미 1991년 9월 독립파 무장조직이 체첸-인구시 자치 소비에트 사회주의 공화국 관청에 들이닥쳐 정부를 무너뜨렸으며, 동년 10월에는 전국 회의에서 소련공군 장교이던 조하르 두다예프가 대통령으로 선출되며 연합된 독립 정부를 수립한 상황이었다. 체첸은 러시아 정교와 키릴 문자를 배격하는 등 탈러시아화를 진행시켰으며, 양측 모두 합의에 나설 생각을 보이지 않으며 갈등이 심화되어 갔다.
1992년에는 인구셰티야 지역이 북오세티야와의 영토 분쟁 속에 체첸에서 떨어져나갔고, 1993년 두다예프 정부가 이치케리야 체첸 공화국으로서 완전한 독립을 선포한 한편 인구셰티야는 러시아 연방에 가입하게 되었다.

### 내부 혼란
그러나 체첸은 독립 당시부터 국내에서도 여러 혼란을 겪고 있었다. 1991년부터 비-체첸인들에 대한 차별과 탄압을 피해 러시아인 등 외국계 인구가 대규모로 빠져나가기 시작했으며, 특히 두다예프의 정부 세력과 반대 세력 사이에 내전에 가까운 무력 충돌이 이어졌다. 1992년 3월에는 쿠데타 시도가 발생했으나 정부군에 의해 진압되었고, 한 달 뒤 두다예프는 의회를 해산하고 대통령에 의한 직접 통치를 시작하였다. 한편 1992년 10월 오세티야-인구시 분쟁에 참여하던 러시아군이 체첸과의 국경지대에 배치되기 시작했으며, 이에 대응하여 두다예프 정부는 계엄을 선포하고 러시아 측에게 철수하지 않을 시 국가동원령을 발동하겠다고 경고했다.
결국 두다예프 정부는 큰 행정력을 행사하지 못하며 경제 재건과 국내 안정에 실패하고 있었다. 1993년 12월에는 또다른 쿠데타 시도가 발생하였으며, 곧 반-두다예프 세력이 규합하여 체첸 공화국 잠정 평의회를 구성하고 스스로 체첸의 정부를 자처하며 러시아로부터 비밀리에 지원을 받기도 했다. 이들을 통한 러시아의 군사개입은 점점 강화되다가 1994년 12월부터 시작된 러시아군의 대규모 공습 이후 12월 11일 러시아군이 본격적으로 그로즈니로 침공하면서 전쟁이 발발하였다.

## 전개

### 초기
러시아 정부는 "체첸에 헌정 질서를 바로세우고 러시아의 영토적 통합"을 보장하기 위해 체첸으로 침공했다. 러시아군 병력은 크게 세 방향에서 그로즈니를 향해 지상 공격을 시작하였으며, 전쟁 이후 몇 시간 내에 공습으로 인해 체첸의 공군 시설은 궤멸되었다. 한편 무력 행사에 반대하며 여러 장성들이 사퇴하는 등 러시아군 내에서도 전쟁의 정당성에 대한 논란이 있었다.
그러나 며칠 이내에 전쟁이 신속히 종결될 것이라는 러시아 측의 기대와 달리 체첸은 항복하거나 정권이 붕괴되지 않았으며, 오히려 숙련되지 않은 러시아군에 의해 민간인과의 충돌이 이어지고 무차별 폭격이 민간인 피해를 가중하자 두다예프를 축출하고자 하던 파벌과 두다예프에 반대하던 민간인들도 민병대에 참여하는 등 서로 단합하여 러시아에 대한 적대 관계로 돌아서기 시작하였다. 이에 반해 러시아군의 작전들은 좀처럼 진전을 보이지 못하며 수렁에 빠진 것과 같은 상태가 되었는데, 기본적으로 병사들의 훈련도와 사기가 매우 낮았으며 상당수는 자신들이 어디로 보내졌는지도 잘 알지 못했고, 명령에 불응하는 부대나 탈주, 항복하는 병사들이 속출했다. 그런 와중 러시아군이 12월 29일 그로즈니 인근의 군사 비행장을 점령하는 데 성공하고 반격을 격퇴한 뒤 본격적인 그로즈니 공격을 노리는 움직임을 보였고, 이에 체첸군은 도시에 방어를 구축하기 시작하였다.

### 그로즈니 전투
러시아군은 체첸의 수도 그로즈니를 포위한 뒤 1주일 간 "유럽에서 일어난 것 중 드레스덴 폭격 이후 가장 격렬한" 것으로 묘사된 폭격을 쏟아붓기 시작했다. 1994년 12월 31일 시도된 러시아군의 그로즈니 진입은 체첸 반군의 격렬한 반항으로 실패하였고 러시아 측은 1천명 이상의 사망자를 내며 사기가 크게 저하되었다. 계속되는 공습과 시가전으로 양측은 궤멸적인 피해를 냈으며, 러시아군은 언론에서 체첸이 민간인을 인간 방패로 사용하고 있다고 비난하였다. 1월 19일 결국 러시아군은 체첸 대통령궁을 점령하는 데 성공했다. 그로즈니 남쪽 시내에서 반군의 저항은 3월 6일까지 계속되었다.
추정에 따르면 5주에 걸친 시가전 속에 아동 5천 명을 포함한 3만 명 이상의 시민이 사망하였다고 하며, 특히 러시아의 포격과 공습으로 인한 피해가 극심하였다. 러시아군 측은 총 2천 명 가량의 전사자를 냈다고 밝혔다. 대학살에 가까운 시가전의 참상이 전해지자 국제사회에서는 전쟁에 대한 비난의 목소리가 커지기 시작했다.

### 계속되는 공격
그로즈니 함락 이후 러시아군은 서서히 그러나 조직적으로 북부의 저지대에서 통제권을 확립해나가는 한편 남부의 산지 고지대로 반군 소탕 작전을 확장해나갔다. 4월 15일 러시아군은 200-300대의 차량을 이끌고 남부 산지로의 전면적인 침공작전을 개시했다. 그러나 그로즈니에서 산지로 패퇴해있던 반군은 이곳저곳 근거지를 옮겨다니며 계속해서 전투를 이어나갔고, 1995년 1월부터 6월 사이에 러시아군은 2,800명 사망, 10,000명 부상, 500명 실종이라는 피해를 입었다. 또한 일부 반군 전사들은 민간인으로 위장하여 점령 지역에 침투해 있었다.
전쟁이 계속되자 반군은 러시아 본토에 큰 충격을 주기 위해 테러리즘을 계획하기 시작했다. 1995년 6월 14일 독자적인 샤밀 바사예프가 이끄는 반군 집단이 군용 트럭에 숨어 스타브로폴 지방의 부됴놉스크로 침투, 병원을 점령한 채 1,500명의 인질을 잡고 이들의 목숨을 볼모로 러시아 고관과의 직접 대면과 평화 협상을 요구하기 시작했다.(부됴놉스크 병원 인질극) 병원을 무력 탈환하려는 러시아군의 시도가 좌절되자 결국 18일 바사예프와 러시아 총리 빅토르 체르노미르딘과의 협상이 이루어졌고, 이에 따라 반군의 석방과 체첸 지역에서 러시아의 일시 정전이 이루어졌다. 이 일시적 정전 덕에 체첸 반군은 다시 세력을 규합할 수 있었으며, 전국 각지의 체첸인들이 파벌과 민간인을 막론하고 무장하여 지역 방위단을 구성하고 반군 세력으로 참전하기 시작했다. UN 보고서에 의하면 이러한 민병대에는 여성과 소년병이 다수 포함되었다. 통제 영토가 줄어듦에 따라 반군은 부비 트랩이나 폭파 장치와 같은 게릴라 전술에 집중하게 되었다.
1995년 가을 야전 사령관인 아나톨리 로마노프가 그로즈니에서 폭탄 공격으로 마비를 포함한 중상을 입었다. 1996년 2월 그로즈니 시내에서 대규모 시위가 벌어지자 연방군이 발포하여 다수의 사망자를 냈다. 이틀 후 체첸 독립의 상징이던 파괴된 대통령궁이 철거되었다.

### 확전과 러시아 국내 여론 악화
1996년 3월 수백 명의 체첸 전사들이 그로즈니로 침투하여 3일 간 기습공격을 감행하고 무기와 탄약을 탈취하였다. 이 전투로 러시아군 대부분이 전멸하거나 항복, 패주하였다. 도시로 향하던 두 개의 러시아 지원 병력 행렬이 도로에서 파괴된 후 러시아군은 결국 도시에 갇힌 병사들에게 접근하려는 시도를 포기했다. 체첸 전사들은 이후 최고 사령부의 명령에 따라 도시에서 철수했다.
같은 달인 3월에는 체첸 전사들과 러시아 연방군이 사마시키 마을 근처에서 충돌했고, 러시아 측의 손실은 사망 28명, 부상 116명에 달했다. 첫 전투가 있은지 한 달 뒤인 4월 16일, 체첸 전사들은 샤토이 근처에서 매복 공격을 성공시켜 러시아 기갑 부대를 전멸시켰고 이로 인해 최대 220명의 군인이 사망했다. 베데노 인근에서 발생한 또 다른 공격에서는 최소 28명의 러시아 군인이 사망했다.
군사적 패배와 사상자 수가 증가하자 러시아 국내에서는 전쟁의 인기가 떨어지게 되었고, 1996년 대선이 가까워지자 보리스 옐친 정부는 분쟁에서 벗어날 방법을 모색하기 시작했다. 1996년 4월 21일 러시아의 유도 미사일 공격으로 체첸 대통령 조하르 두다예프가 암살되었지만, 옐친은 체첸 대통령 대행 젤림칸 얀다르비예프와 새로운 임시 휴전 협정이 체결된 후 1996년 5월 28일 그로즈니에서 공식적으로 "승리"를 선언하기도 했다. 정치 지도자들이 휴전과 평화 협상을 논의하는 동안 러시아군은 계속해서 전투 작전을 수행했다. 1996년 8월 6일, 옐친이 러시아 대통령으로 두 번째 임기를 시작하기 3일 전, 체첸 산간 지역의 잔존 세력을 최종 공격하는 계획을 위해 대부분의 러시아 군대가 남쪽으로 이동한 틈을 타 체첸은 그로즈니에 대한 또다른 기습공격을 감행했다.

### 그로즈니 탈환과 하사뷰르트 협정
당시 그로즈니 안팎의 러시아군은 약 12,000명에 달했지만, 1,500명이 넘는 체첸 게릴라(이후 불어남)는 아슬란 마스하도프('제로 작전'이라 명명)와 샤밀 바샤예프('지하드 작전'이라 명명)의 지도 하에 몇 시간만에 도시 주요 지역을 장악했다. 이후 이들은 러시아군의 주둔지와 기지, 도심의 정부청사를 포위했고 러시아 협력자로 간주된 많은 체첸인들은 체포되어 구금되거나 간혹 처형되기도 했다. 같은 시기 아르군과 구데르메스의 러시아군도 주둔지에 포위되었다. 그로즈니에 갇힌 부대를 구출하려는 기갑 부대의 여러 시도는 러시아 측의 사상자 증가로 패퇴하였는데, 900명으로 구성된 제276차량화연대는 이틀 동안 도심에 도달하려는 시도에서 50%의 사상자를 냈다. 러시아군 관계자는 5일 간의 전투 동안 200명 이상의 군인이 사망하고 거의 800명이 부상당했으며, 실종자 수는 알려지지 않았다고 밝혔다. 수천 명의 병력이 포로로 잡히거나 무장해제되었고 이들의 중화기와 탄약은 체첸 병사들이 획득했다.
8월 19일, 그로즈니에 여전히 50,000~200,000명의 체첸 민간인과 수천 명의 러시아 군인이 남아있음에도 불구하고, 러시아 사령관 콘스탄틴 풀리콥스키는 체첸 전사들이 48시간 이내에 도시를 떠나지 않으면 대규모 공중 폭격과 포격으로 무너질 것이라는 최후통첩을 내렸다. 그는 연방군이 당시까지 사용되지 않던 전략 폭격기와 탄도 미사일을 사용할 것이라고 말했습니다. 이 발표 이후 민간인들의 피난 행렬, 도시의 화재, 포탄으로 흩어지는 난민 행렬 등 혼란스러운 공황 상태가 일어났다. 그러나 포격은 8월 22일 옐친의 국가안보보좌관 알렉산드르 레베디 장군이 중재한 휴전에 의해 곧 중단되었다. 레베디 장군은 풀리콥스키 장군(당시 교체됨)이 발표한 최후통첩을 "나쁜 농담"이라고 불렀다.
8시간의 후속 회담 동안 레베디와 마스하도프는 1996년 8월 31일 하사뷰르트 협정 초안을 작성하고 서명했다. 여기에는 비무장화의 상세, 그로즈니에서 양측 군대의 철수, 도시에서의 약탈을 방지하기 위한 합동 본부의 창설, 1996년 12월 31일까지 체첸에서 모든 러시아 연방군 철수, 이치케리아 체첸 공화국과 러시아 연방 정부 간의 관계에 대한 어떠한 합의도 2001년 말까지 서명할 필요가 없다는 규정이 포함되었다.

## 같이 보기
- 제2차 체첸 전쟁

1. ↑  https://web.archive.org/web/20180909184852/https://books.google.ru/books?id=MeWOAQAAQBAJ&printsec=frontcover&hl=ru#v=snippet&q=citizens%20fought&f=false